# Rainbow Beach Provincial Park
Rainbow Beach Provincial Park är en park i Kanada.   Den ligger i provinsen Manitoba, i den sydöstra delen av landet, 1 900 km väster om huvudstaden Ottawa. Rainbow Beach Provincial Park ligger 262 meter över havet. Den ligger vid sjön Dauphin Lake.
Terrängen runt Rainbow Beach Provincial Park är platt. Trakten runt Rainbow Beach Provincial Park är nära nog obefolkad, med mindre än två invånare per kvadratkilometer.. Närmaste större samhälle är Dauphin, 16,6 km väster om Rainbow Beach Provincial Park.
Trakten runt Rainbow Beach Provincial Park består till största delen av jordbruksmark.